# 上蔡戰鬥
上蔡戰鬥發生於1930年6月16日，地點則是在中國豫東一帶，是國民革命軍內部所發生的內戰戰鬥之一。上蔡戰鬥的交戰雙方，一方為四七師，另一方為馮玉祥部隊。